# Puyo Puyo

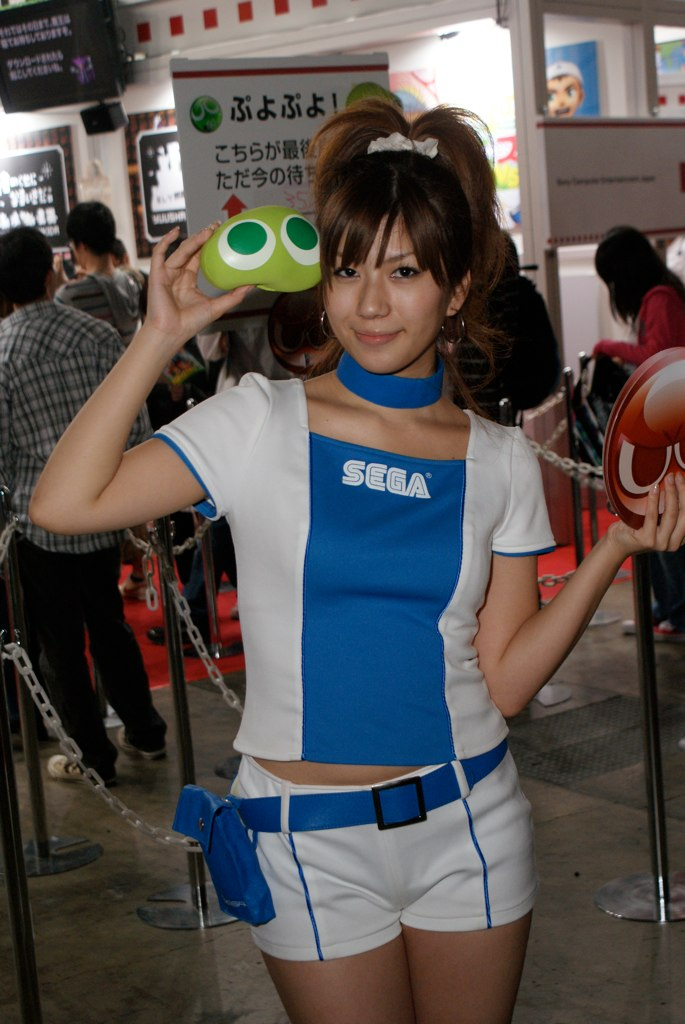
Mannequin aux couleurs du jeu Puyo Puyo au Tokyo Game Show

Puyo Puyo (ぷよぷよ), également connue comme Puyo Pop hors du Japon, est une série de jeux vidéo de réflexion créée par Kazunari Yonemitsu de l’entreprise Compile. Sega est propriétaire de la franchise depuis 1998, avec la plupart des sorties après 2001 étant développées par Sonic Team. Puyo Puyo a été créé comme une franchise spin off de Madou Monogatari (Histoire de Sorcellerie), une série de RPG de robots de donjon à la première personne de Compile. Les personnages de Puyo Puyo sont originaires de Madou Monogatari. En 2016, Sega Sammy Holdings a annoncé que la franchise Puyo Puyo avait vendu un total combiné de 22 millions d'unités de ventes physiques et numériques depuis que Sega a obtenu les droits.

## Liste de jeux
- 1991 : Puyo Puyo
- 1993 : Nazo Puyo
- 1993 : Nazo Puyo 2
- 1994 : Nazo Puyo: Arle no Roux
- 1994 : Puyo Puyo 2
- 1995 : Super Nazo Puyo: Rulue no Roux
- 1996 : Super Nazo Puyo Tsuu: Rulue no Tetsuwan Hanjyouki
- 1996 : Puyo Puyo Sun
- 1998 : Waku Waku Puyo Puyo Dungeon
- 1999 : Puyo Puyo~n
- 1999 : Puyo Puyo Gaiden: Puyo Wars
- 1999 : Puyo Puyo Da!
- 2000 : Puyo Puyo Box
- 2001 : Puyo Pop
- 2003 : Puyo Pop Fever
- 2005 : Kidō Gekidan Haro Ichiza: Haro no Puyo Puyo
- 2005 : Puyo Puyo Fever 2
- 2006 : Puyo Puyo! 15th Anniversary
- 2009 : Puyo Puyo 7
- 2011 : Puyo Puyo!! 20th Anniversary
- 2013 : Puyo Puyo Quest
- 2013 : Puyo Puyo Quest Arcade
- 2013 : Puyo Puyo 39! dans Hatsune Miku: Project Mirai 2
- 2014 : Puyo Puyo Tetris
- 2015 : Puyo!!Touch
- 2016 : Puyo Puyo Chronicle
- 2018 : Puyo Puyo Champions
- 2020 : Puyo Puyo Tetris 2

Jeux dérivés
- 1993 : Dr. Robotnik's Mean Bean Machine
- 1995 : Kirby's Ghost Trap (Kirby's Avalanche)
- 1995 : Qwirks
- 2000 : Arle no Bōken: Mahō no Jewel - Il s'agit d'un jeu vidéo de rôle basé sur l'entrainement de monstres (présentés sous forme de cartes) et mettant en scène Arle Nadja comme personnage principal. Développé et édité par Compile, il est sorti sur Game Boy Color.